# Rita Mercader i Mussons

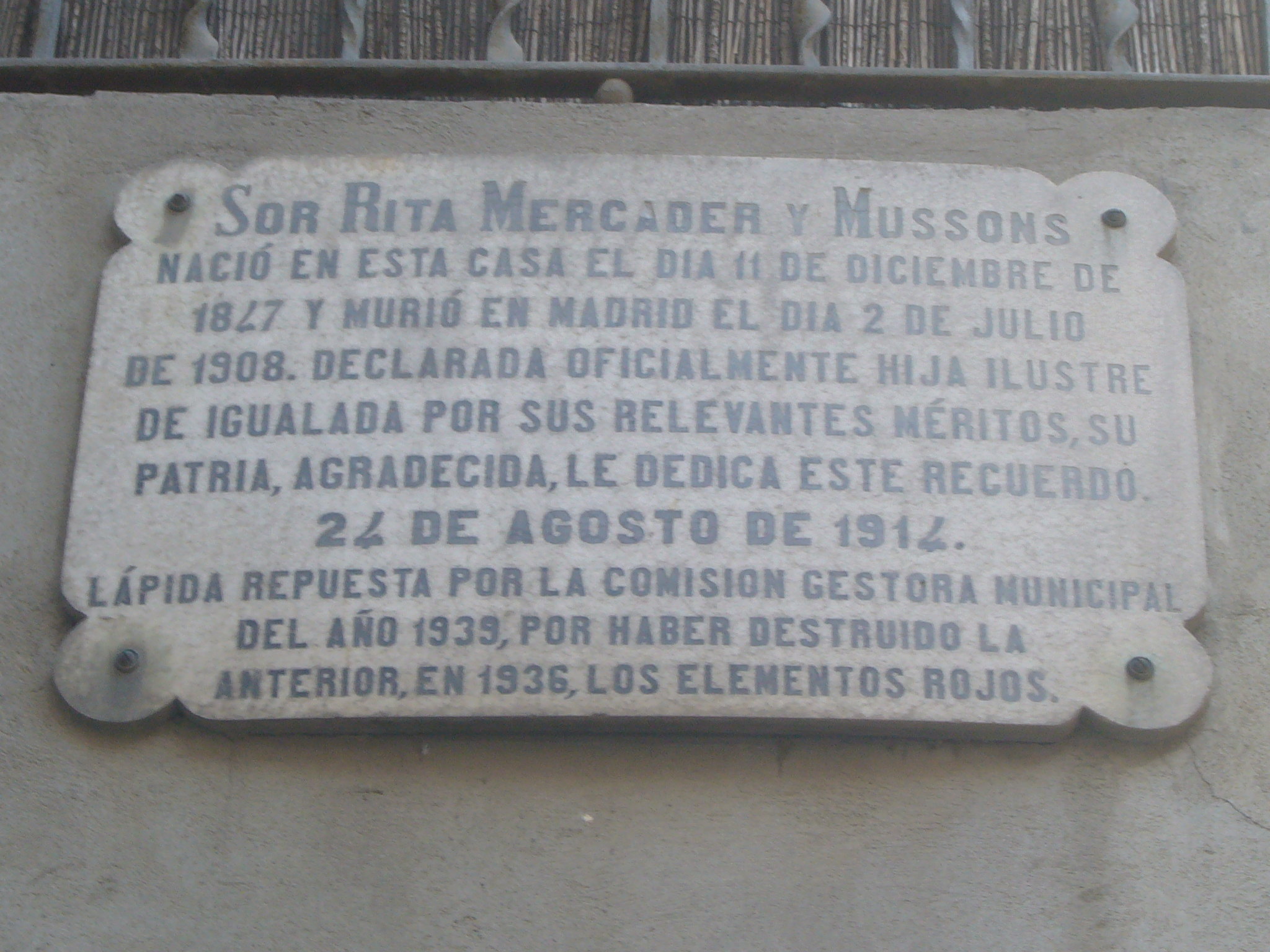
Placa a la seva casa natal, instal·lada l'any 1914 i recol·locada de nou el 1939

Sor Rita Mercader i Mussons (Igualada, 11 de desembre de 1847 - Madrid, 2 de juliol de 1908) va ser una religiosa catalana, membre de les Filles de la Caritat de Sant Vicenç de Paül.
Va néixer l'11 de desembre de 1847 a la casa del carrer Nou, núm 55, d'Igualada, en una família nombrosa de 7 germans. Estudià a les Escolàpies d'Igualada i a les Carmelites de Balaguer i el 25 de juliol de 1865 ingressà al Reial Noviciat de les Filles de la Caritat a Madrid. Es traslladà a la inclusa hospici de Múrcia el 20 de gener de 1866 i pronuncià els vots religiosos el 4 d'agost de 1870. El 31 de desembre de 1872 tornà a Madrid, a l'hospici de Sant Ferran, i el juny de 1973 entrà al "Asilo de Hijos de Lavanderas de la corte" de Madrid, on l'any 1890 arribà a ser superiora. L'asil era patrocinat des de 1876 per la família reial. Degut a la seva amistat amb la reialesa, l'alcalde d'Igualada, Joan Serra i Constansó, demanà ajuda a Sor Rita Mercader perquè Igualada fos inclosa en la línia de ferrocarril projectada entre Vilanova i la Geltrú i Ponts (1905).
Va morir a Madrid el 2 de juliol de 1908. Amb motiu de la seva mort, la reina Maria Cristina i el seu fill el rei Alfons XIII enviaren telegrames de condol a la segona superiora i al nebot de la finada i l'infanta Maria Teresa visità l'asil per donar el condol en persona.
Des del 5 de desembre de 1911 és filla il·lustre de la ciutat d'Igualada. El 1914 l'Ajuntament va acordar col·locar a la seva casa natal una làpida que es va inaugurar el 24 d'agost d'aquell any, durant la Festa Major d'Igualada. La placa va ser destruïda durant la guerra civil espanyola, recol·locada de nou el 1939, i retirada el 2021 per l'Ajuntament d'Igualada en ser considerada el darrer símbol d'era franquista de la ciutat. El 31 de desembre de 1923 un carrer d'Igualada va ser anomenat en honor seu.